# Solenostoma indrodayanum
Solenostoma indrodayanum là một loài rêu tản trong họ Jungermanniaceae. Loài này được (S.K. Singh & D.K. Singh) Váňa & D.G. Long mô tả khoa học lần đầu tiên năm 2009.